# Zygmunt Kiszkurno

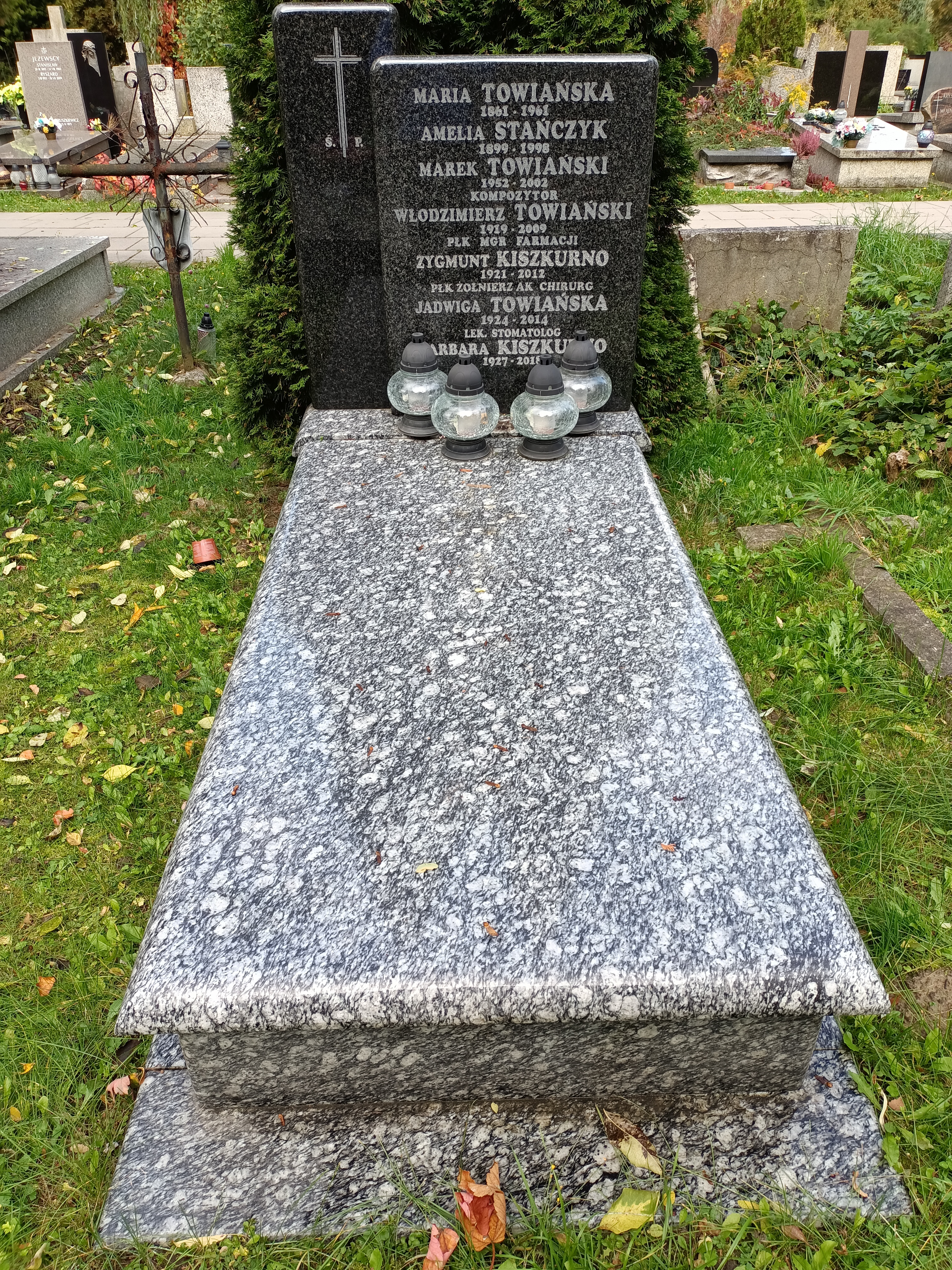
Grób Zygmunta Kiszkurno na Cmentarzu Wojskowym na Powązkach

Zygmunt Kiszkurno (ur. 6 stycznia 1921 w Brudzewie, zm. 24 sierpnia 2012) – polski strzelec sportowy, lekarz i wojskowy (pułkownik), specjalista w strzelaniu do rzutków trap. 

## Życiorys
Syn strzelca sportowego Józefa Kiszkurno oraz Józefy z d. Janowskiej. W okresie II wojny światowej był plutonowym Armii Krajowej, używał wtedy pseudonimu „Dąbrowa”.
Absolwent Gimnazjum i Liceum im. Jana Zamojskiego w Warszawie (1939). W 1951 roku ukończył studia w Akademii Medycznej w Łodzi na kierunku stomatologia, a w 1969 roku Wydział Lekarski Akademii Medycznej w Warszawie. Uzyskał stopień doktora nauk medycznych, był specjalistą chirurgii szczękowej. Do 1986 roku pracował jako adiunkt w Klinice Chirurgii Szczękowej Centralnego Szpitala Klinicznego Wojskowej Akademii Medycznej w Warszawie.
W latach 1949–1952 był zawodnikiem klubu Ogniwo Łódź, a następnie, w latach 1953–1977 reprezentował Legię Warszawa. Na mistrzostwach Europy w strzelectwie w 1964 roku uzyskał tytuł wicemistrza Europy. W 1957 oraz 1969 roku uzyskał mistrzostwo Polski, był także międzynarodowym mistrzem Niemiec i Czechosłowacji. Na igrzyskach olimpijskich w Melbourne w 1956 roku zajął 15. miejsce w konkurencji trap.
Był żonaty, miał dwójkę dzieci. Pochowany na Cmentarzu Wojskowym na Powązkach w Warszawie (kwatera K-9-39).

## Odznaczenia
Został odznaczony m.in. Krzyżem Kawalerskim Orderu Odrodzenia Polski.